# Prevlaka (polotok)
Prevlaka je majhen polotok na jugu Hrvaške, blizu meje s Črno goro, ob vhodu v Kotorski zaliv na vzhodni obali Jadranskega morja. 
Zaradi svoje strateške lege na južnem Jadranu je polotok po razpadu SFR Jugoslavije postal predmet ozemeljskega spora med Hrvaško in SR Jugoslavijo, zvezno državo, ki je vključevala Črno goro. Ozemlje je delovalo pod ZN do leta 2002. Misija ZN se je končala decembra 2002 in ozemlje, ki je bilo prej del SR Hrvaške, je bilo vrnjeno Republiki Hrvaški. Obe strani sta pet dni pred odhodom UNMOP -a podpisali sporazum, ki je polotok demilitariziral in dejansko postal nevtralno ozemlje, čeprav je izvajanje še vedno začasno.